# トップイーストリーグ
トップイーストリーグは、関東ラグビーフットボール協会が主催するラグビーユニオンの最上位の地域リーグの1つである。実力順にA・B・Cと3つのグループで構成される。下位リーグには関東社会人リーグがある。2023年度現在、9月上旬から12月上旬まで開催される。
Aグループの優勝・準優勝のチームは、関西（トップウェスト）・九州（トップキュウシュウ）を含めた3地域社会人リーグ順位決定戦へ進出できる。全国社会人リーグのジャパンラグビーリーグワンとの入替戦は無い。
5月から6月にかけては、トップイーストリーグ春季交流戦トーナメントを行う。

## 歴史
2002年（平成14年）まで（ジャパンラグビートップリーグ発足以前）は、関東ラグビーフットボール協会が主催する東日本社会人リーグが、他の地域の上位リーグと共に日本ラグビーにおける最上位リーグとなっていた。下部リーグとして関東社会人リーグが置かれている。

### トップリーグ時代
2003年（平成15年）に、日本ラグビーフットボール協会が主催する全国社会人リーグ ジャパンラグビートップリーグが開幕し、同年、トップリーグへの登竜門の一つとして「トップイースト10」が発足された。トップイースト10初年度のメンバーは、東日本社会人リーグからは日本IBM、下位の関東社会人リーグからは栗田工業、釜石シーウェイブスRFC、東京ガス、ブルーシャークス、NTT東日本、明治生命、三菱重工相模原、横河電機、日本航空の10チームだった。
2006年（平成18年）、トップノースから秋田ノーザンブレッツが加わり、「トップイースト11」に。2009年（平成21年）から現在の「トップイーストリーグ」となった。
2011年（平成23年）から2部制となり、トップイーストDivision1（トップリーグ3部相当）10チーム、トップイーストDivision2（トップリーグ4部相当）8チーム再編成された。
トップウェストやトップキュウシュウと同様、トップイーストリーグは当初、トップリーグの2部と位置づけされていた。しかし、2017年（平成29年）からトップリーグの「全国的な2部」となるジャパンラグビートップチャレンジリーグが創設されたため、トップイーストリーグは3部相当となった。
2020年度（令和2年度）は新型コロナウイルス感染症の流行により、トップイーストリーグは例年より5か月以上順延し2021年1月23日開幕予定だったが、複数チームから参加辞退があったため、2021年1月15日に開催中止が発表された。トップウェストは2020年10月から開幕したが、途中で中止となった。トップキュウシュウは全日程が中止された。
2021年（令和3年）から3部制となり、トップイーストリーグAグループ5チーム、Bグループ5チーム、Cグループ8チームに再編成された。同年、トップイーストリーグAグループではヤクルトレビンズが優勝。トップウェストAは大阪府警察が優勝したが、トップキュウシュウは前年度から2年連続でリーグを行えなかった。3地域社会人リーグ順位決定戦も開催されなかった。
2021年5月、トップイーストリーグ春季交流戦トーナメントを開始。以後、毎年開催されている。

### リーグワン時代
2022年（令和4年）、日本ラグビーフットボール協会が主催するトップリーグ（1部）・トップチャレンジリーグ（2部）が終了し、一般社団法人が主催するジャパンラグビーリーグワン（3部制）が開幕した。ジャパンラグビーリーグワンは、最低3000人規模の観客席数を擁するホームグラウンドの確保や、U12・U15チームを運営する地域コミュニティの創成など、対戦成績以外の参入条件があり、また、チーム数が欠けていない限りは新規参入は行わない。したがって、トップリーグ時代とは異なり、地域リーグで最上位となってもリーグワンへの昇格は無い。
2022年度（令和4年度）の2022-23シーズンは、トップイーストAは東京ガス、トップウェストAは大阪府警察、トップキュウシュウAはルリーロ福岡が優勝し、3チームで3地域社会人リーグ順位決定戦を行い、東京ガスが優勝した。
2023年（令和5年）、ジャパンラグビーリーグワンは3部（DIVISION3）が1チーム欠けて奇数チーム数となっているため、1チームまたは3チームの新規参入チームを募集した。トップイーストリーグからヤクルトレビンズ・セコムラガッツ・ 秋田ノーザンブレッツRFC、日立Sun Nexus茨城、トップキュウシュウからルリーロ福岡が参加意志を示し、2024年1月31日にヤクルトレビンズ・セコムラガッツ・ルリーロ福岡が新規参入チームとして選ばれた。
2024年度（令和6年度）は、トップイーストAから2チームが抜けてリーグワンへ参入したため、トップイーストA・B・C・関東社会人1部ではそれぞれ2チームずつ「昇格」となった。

## リーグ間の入替

### A・B入替戦、B・C入替戦
A・B各グループの下位2チームと、B・C各グループの上位2チームが一発勝負の入替戦を行う。勝者は次年度に 上位リーグへ昇格 または 降格回避（残留）、敗者は次年度に 下位リーグへ降格 または 昇格不達成（残留）となる。

### C・関東社会人1部入替戦
トップイーストCグループの下位2チームと、関東社会人リーグ1部の上位2チームが一発勝負の入替戦を行う。勝者は次年度に Cグループ（残留または昇格）、敗者は関東社会人リーグ1部（降格または残留）の所属となる。

## 過去の入替条件

### トップリーグとの入替
2005-2006シーズンまでは、優勝チームはトップチャレンジ1へ進み、2位・3位チームは、東北地区を対象とした地域リーグ・「トップノース」（4チームで構成）の優勝チームとステップラダー方式の代表決定プレーオフを開催する。2位チームはシードされ、3位チームとトップノースの優勝チームがまず1回戦を行い、その勝者と2位チームが代表決定戦を行う。その勝利チームがトップイーストの2位扱いでトップチャレンジ2へ進出。
2006-2007シーズンからは、トップノースとのプレーオフは廃止。優勝チームはトップチャレンジ1へ進出、2位・3位はトップチャレンジ2への進出を懸けてプレーオフを戦う形に変更した。この形は2009-2010シーズンまで続いた。
2010-2011シーズン以降は、優勝チームがトップチャレンジ1へ進出、2位がトップチャレンジ2へ進出する形に変更された。
2003-2004シーズン〜2009-2010シーズン
1位はトップチャレンジ1へ進み、2位以内に入ればトップリーグへ自動昇格、3位はトップリーグ入替戦へ進出。2位はトップチャレンジ2へ進み、1位はトップリーグ入替戦へ進出、2位以下は残留。
2010-2011シーズン〜2012-2013シーズン
1位のトップチャレンジ1、2位のトップチャレンジ2進出はこれまでどおりだが、トップチャレンジ1と同時開催だったトップチャレンジ2が先開催となり、トップチャレンジで1位になったチームがトップチャレンジ1にコマを進め、トップチャレンジ1で2位までに入ればトップリーグへ自動昇格、3位・4位はトップリーグ入替戦へ進出する形となった。なおトップチャレンジ2で2位以下になれば残留なのは変わらない。
2013-2014シーズン・2014-2015シーズン
1位のトップチャレンジ1、2位のトップチャレンジ2進出、トップチャレンジ1及びトップチャレンジ2の開催方法はこれまで通りだが、トップリーグへ自動昇格できるのがトップチャレンジ1の1位のみとなり、2位以下はトップリーグ入替戦へ進出する形となった。
2015-2016シーズン
トップリーグの日程短縮、試合数減少に伴い自動昇格が無く、トップチャレンジ1へ進出したチームがトップリーグ入替戦へ進出する形となった。
2016-2017シーズン
2017-2018シーズンよりトップリーグとトップイーストリーグの間に2部リーグのジャパンラグビートップチャレンジリーグが創設されるため1-3位チームに上位リーグへの昇格の可能性があった。
優勝チーム
トップチャレンジ1へ進出。1位の場合トップリーグへ自動昇格、2位以下の場合、入れ替え戦で勝利すればトップリーグ昇格、敗戦・引き分けであればトップチャレンジリーグへ参入。
2位チーム
トップチャレンジ2へ進出。1位の場合トップチャレンジ1へ進み、以降は優勝チームと同様の条件。2位以下の場合はトップチャレンジリーグへ参入。
3位チーム
トップウェスト・トップキュウシュウの3位チームと「トップチャレンジリーグ参入マッチ」（1回総当たり戦）へ進出。2位以内に入ればトップチャレンジリーグへ参入、3位の場合トップイーストリーグ残留。

### トップチャレンジリーグとの入替
2017-2018シーズン
1位チームのみがトップチャレンジリーグへの昇格チャンスがある「3地域チャレンジ」に進出。3地域チャレンジで1位の場合トップチャレンジリーグへ昇格、2位の場合トップチャレンジリーグ入替戦へ出場、3位の場合は残留。
2018-2019シーズン
1位チームが「3地域チャレンジ」に進出するのは変わらないが、自動昇格はなく、3地域チャレンジで1位・2位の場合トップチャレンジリーグ入替戦へ出場、3位の場合は残留で変わらない。

#### 過去のリーグ間の入替
1部・2部間
2011-2012シーズン以降、リーグ戦終了後、1部の下位2チームと2部の上位2チームの合計4チームによるトーナメント方式の順位決定戦を行う。
1回戦は1部9位×2部2位、1部10位×2部優勝で戦い、勝利チームが決勝へ、敗退チームは3位決定戦へ進み順位を決める。なおこの順位は来シーズンのリーグ編成にかかわる順位決めも兼ねている。
来シーズン1部へ参戦できるのは決勝に進出した2チームだが、チーム数はトップチャレンジリーグ（2015-2016シーズンまではトップリーグ）の昇降格次第で変動する。
通常
順位決定戦の2位までが1部へ参戦し、3位以下は2部へ参戦。
1部のチーム数が1減る場合
順位決定戦の3位までが1部へ参戦し、4位のみが2部へ参戦。
1部のチーム数が1増える場合
順位決定戦の1位のみが1部へ参戦、2位以下は2部へ参戦。
1部のチーム数が2増える場合
順位決定戦へ進出したチーム全て2部へ参戦。
2部・関東社会人リーグ間
2011-2012シーズン以降、リーグ戦終了後、2部の下位2チームと関東社会人リーグ1部の上位2チームの合計4チームによるトーナメント方式の順位決定戦を行う。
1回戦は2部7位×関東1部2位、2部8位×関東1部優勝で戦い、勝利チームが決勝へ、敗退チームは3位決定戦へ進み順位を決める。なおこの順位は来シーズンのリーグ編成にかかわる順位決めも兼ねている。
来シーズン2部へ参戦できるのは決勝に進出した2チームだが、2部への参戦チーム数は1部の昇降格次第で変動する。
通常
順位決定戦の2位までが2部へ参戦し、3位以下は関東社会人リーグ1部へ参戦。
2部のチーム数が1減る場合
順位決定戦の3位までが2部へ参戦し、4位のみが関東社会人リーグ1部へ参戦。
2部のチーム数が1増える場合
順位決定戦の1位のみが2部へ参戦、2位以下は関東社会人リーグ1部へ参戦。
2部のチーム数が2増える場合
順位決定戦へ進出したチーム全て関東社会人リーグ1部へ参戦。

## ジャパンラグビーリーグワンへの参入

### 2024-25シーズンからの参入
- 2022年1月に開幕したジャパンラグビーリーグワン初年度（2022シーズン）において、2022年2月15日に宗像サニックスブルースが次年度からの脱退・廃部を表明した[21]。
- 以降、2023-24シーズンからの新規チーム受け入れを検討していたが、準備や調整の期間を要することから、2024-25シーズンから行うことを2023年2月7日に発表した[5]。リーグワンの東海林一専務理事は「地域リーグの最上位カテゴリーでの戦績で判断」などの方針を明かした[22][23]。新規参入チームは、最下部DIVISION3からスタートする[23]。
- 参入条件には「直近3年間の戦績」が良好であることのほか、「3000人以上収容のスタジアム確保」「40人以上の選手で、3分の2以上はリーグワンに準ずる試合の出場経験」「フロントロー3組を用意」「1億円以上の強化・活動費」「U12・U15チームの活動」などがある[5]。

- 2023年7月18日にリーグワンは、新規参入申請をした5チームを発表した[24][25]。トップイーストリーグからは秋田ノーザンブレッツRFC、セコムラガッツ、ヤクルトレビンズ、日立Sun Nexus茨城が参入申請を行った[26]。同日の会見で東海林一専務理事は「（現在23チームで運営している）リーグ全体のチーム総数を偶数にしたい」との理由から「1チーム参入または3チーム参入」とする予定。申請した全5チームの参入は、DIVISION3（2023-2024シーズンは5チーム）の半数が新規チームとなるため、「均衡上、望ましくない」と述べた[27]。
- 2023年10月3日、2023年9月末時点において、新規参入審査委員会における審査、および、それに基づく理事会の決議が行われ、秋田ノーザンブレッツRFC、セコムラガッツ、ヤクルトレビンズを含む4チーム[26]が参入対象チームとして認められた（セコムラガッツ、ヤクルトレビンズは一部項目について継続確認）が、日立Sun Nexus茨城は参入審査基準を充たせず、参入対象チームと認められなかった[28]。
- 2024年1月31日、新規参入審査委員会における最終評価および、2024年1月29日の臨時理事会により、セコムラガッツ、ヤクルトレビンズを含む3チーム[26]が新規参入チームとして認められた。一方で秋田ノーザンブレッツRFCは最終評価で4番目となり、新規参入チームと認められなかった[29]。

## 過去の1部の結果
2003-2004
- トップイースト10初年度は日本IBMが優勝し、トップチャレンジ1で2位となり翌年のトップリーグに自動昇格を果たした。一方でプレーオフを勝ち抜いた3位の釜石はトップチャレンジ2で敗退した。

2004-2005
- 日本IBMがトップリーグへ昇格したが、セコムがトップリーグから降格したため10チーム。
- セコムが優勝しトップチャレンジ1で2位となり自動昇格。一方でプレーオフを勝ち抜いた準優勝の三菱重工相模原はトップチャレンジ2で敗退した。

2005-2006
- セコムがトップリーグへ昇格したが、日本IBMがトップリーグから降格したため10チーム。
- 日本IBMが2年ぶり2回目の優勝を果たし、トップチャレンジ1でも2位となり自動昇格。プレーオフを制した3位のNTT東日本はトップリーグ入替戦でワールドに敗れ昇格を果たせなかった。

2006-2007
- 日本IBMがトップリーグへ昇格したが、秋田ノーザンブレッツがトップノースから転籍、サントリーフーズが関東社会人リーグから昇格し11チームで行われた。
- 三菱重工相模原が初優勝しトップチャレンジ1で2位に入り自動昇格。プレーオフを制した準優勝の東京ガスはトップチャレンジ2で敗退した。

2007-2008
- 三菱重工相模原がトップリーグへ昇格したが、セコムがトップリーグから降格したため11チーム。
- 横河電機が初優勝を果たし、その後トップチャレンジ1で2位に入り自動昇格。プレーオフを制した準優勝のセコムはトップチャレンジ2で敗退した。

2008-2009
- 横河電機がトップリーグへ昇格、明治安田生命、ブルーシャークスが関東社会人リーグへ降格したが、リコー、三菱重工相模原がトップリーグから降格、日野自動車が関東社会人リーグから昇格したため11チーム。
- リコーが初優勝しトップチャレンジ1でホンダヒート、マツダを破り1位で自動昇格。プレーオフを制した準優勝のNTTコミュニケーションズはトップチャレンジ2で敗退した。

2009-2010
- リコーがトップリーグへ昇格、日野自動車が関東社会人リーグへ降格したが、日本IBM、横河武蔵野がトップリーグから降格、キヤノンが関東社会人リーグから昇格し12チームで行われた。
- NTTコミュニケーションズが初優勝。トップチャレンジ1で豊田自動織機、マツダを破り1位で自動昇格。プレーオフを制した準優勝の横河武蔵野はトップチャレンジ2で敗退した。

2010-2011
- NTTコミュニケーションズがトップリーグへ昇格したが、日野自動車が関東社会人リーグから昇格したため12チーム。
- キヤノンが初優勝したが、トップチャレンジ1で3位に終わり、トップリーグ入替戦でNTTコミュニケーションズに敗れ昇格を果たせなかった。また準優勝の東京ガスもトップチャレンジ2で敗退。これまで続いていたトップイーストリーグからトップリーグへの連続昇格が7シーズンでストップした。

2011-2012
- 今シーズンより2部制に移行。
- 昨シーズンの下位3チーム（サントリーフーズ、セコム、JAL WINGS）が2部へ参入するが、クボタがトップリーグから降格したため1部は10チームで行われた。
- キヤノンが2連覇、トップチャレンジ1で九州電力、豊田自動織機、さらにトップチャレンジ2を突破した準優勝のクボタを破り1位で自動昇格。なおクボタは3位となりトップリーグ入替戦でNTTドコモに敗れた。

2012-2013
- キヤノンがトップリーグへ昇格したが、ヤクルトが2部から昇格したため10チーム。
- クボタが優勝、トップチャレンジ1で2位に入り自動昇格。準優勝の三菱重工相模原はトップチャレンジ2を突破したが、トップリーグ入替戦でNTTドコモに敗れた。

2013-2014
- クボタがトップリーグへ昇格したが、セコムが2部から昇格したため10チーム。
- 三菱重工相模原が7シーズンぶりに優勝したが、トップリーグ入替戦でコカ・コーラウエストに敗れ、準優勝の横河武蔵野はトップチャレンジ2を突破するもトップリーグ入替戦でNTTコミュニケーションズに敗れ両チームともトップリーグ昇格はならなかった。

2014-2015
- 三菱重工相模原が2シーズン連続で優勝を果たしたものの、トップリーグ入替戦で豊田自動織機に敗れ、準優勝の釜石はトップチャレンジ2を突破するもトップリーグ入替戦でクボタに敗れ両チームともトップリーグ昇格はならなかった。

2015-2016
- 三菱重工相模原が3シーズン連続で優勝を果たしたものの、トップリーグ入替戦でNECに敗れ、準優勝の釜石はトップチャレンジ2で敗退したため両チームともトップリーグ昇格はならなかった。

2016-2017
- 三菱重工相模原が4シーズン連続で優勝を果たしたものの、トップリーグ入替戦で豊田自動織機に敗れ、準優勝の日野自動車もトップチャレンジ2を突破するもトップリーグ入替戦でコカ・コーラに敗れトップリーグ昇格は果たせなかった。
- しかし2017-2018シーズンからトップリーグとトップイーストリーグの間にジャパンラグビートップチャレンジリーグが新設されるため、三菱重工相模原、日野自動車はトップチャレンジリーグへの参入が決定。
- また、3位の釜石も各地域リーグ3位チームと戦うチャレンジリーグ参入マッチに進みマツダ、大阪府警察を破り、チャレンジリーグへの参入を果たした。

2017-2018
- 三菱重工相模原、日野自動車、釜石の3チームが新設されたトップチャレンジリーグへ参入したが、昨シーズン順位決定戦を1・2位で通過したブルーシャークス、明治安田生命が2部から昇格した。さらにこれまで通り10チームで1部を運営するため、順位決定戦で3・4位となり通常であれば2部降格のセコム、日本IBMが1部残留、さらに2部で3位だったクリーンファイターズが繰り上がりで1部に昇格した。
- 栗田工業が全勝で初優勝し、新たに創設された3地域チャレンジで大阪府警察、JR九州に勝利しトップチャレンジリーグへ昇格を果たした。

2018-2019
- 栗田工業がトップチャレンジリーグへ昇格したが、船岡自衛隊が2部から昇格したため10チーム。
- ブルーシャークスが初優勝し、3地域チャレンジで中部電力、JR九州に勝利し1位となり、入替戦で中国電力に勝利しトップチャレンジリーグへ昇格を果たした。

2019-2020
- ブルーシャークスがトップチャレンジリーグへ昇格、船岡自衛隊が2部へ降格したが、富士ゼロックス、日立製作所が2部から昇格したため10チーム。
- 東京ガスが初優勝した。なお、今シーズントップリーグが短縮日程で行われたことにより、入れ替え戦が開催されないことに伴い、3地域チャレンジは開催されなかった。

2020-2021
- 今シーズンより3部制に移行。
- 1部となるトップイースト-Aは、東京ガス、横河武蔵野、ヤクルト、セコム、クリーンファイターズの昨年度成績上位5チームで行われる予定だったが、新型コロナウイルス感染症の影響で複数のチームからリーグ戦参加辞退の申し出があり、その他のチームからも緊急事態宣言を受けて、活動の停止・制限がかかっていて、十分な練習時間を確保出来ない等の安全上の問題があることを確認したためリーグ戦の中止を決めた。

2021-2022
- チーム編成は前年に移行したときと同様。ヤクルトが初優勝した。

2022-2023
- クリーンファイターズが2部へ降格したが、秋田ノーザンブレッツが2部から昇格したため5チーム。
- 東京ガスが3シーズンぶりに優勝、その後開催された3地域社会人リーグ順位決定戦（イースト・ウェスト・キュウシュウの優勝チームが出場）に出場、全勝で1位となった。

2023-2024
- 前年同様の編成で行われる。
- ヤクルトが2シーズンぶりに優勝した。3地域社会人リーグ順位決定戦には優勝のヤクルトと2位のセコムが出場（今年度から各リーグの1・2位が出場）。両チームとも決勝まで進み、セコムが優勝、ヤクルトが準優勝した。

2024-2025
- ヤクルト、セコムがリーグワンへ参入したが、2部から丸和が昇格、さらにフォーマット維持のために入れ替え戦で敗れ降格が決まっていた横河武蔵野が繰り上げ残留、同じく入れ替え戦で敗れ2部残留が決まっていた、日立が繰り上げ昇格したため5チーム。
- 丸和が初優勝を果たし、2位の東京ガスと共に3地域社会人リーグ順位決定戦に出場。決勝で丸和と東京ガスが戦い、東京ガスが優勝、丸和が準優勝となった。

2025-2026
- 横河武蔵野、秋田ノーザンブレッツが2部へ降格したが、明治安田、クリーンファイターズが2部から昇格したため5チーム。

## 参加チーム（2025-26シーズン）
最新の結果・順位は、「2024年の地域リーグ (ラグビー)#トップイーストリーグ」を参照のこと。

### トップイーストリーグAグループ
| チーム名                 | 創設年 | 1部参加シーズン                                 | 練習グラウンド | トップイーストリーグ履歴                                                      | 備考 |
| ------------------------ | ------ | ----------------------------------------------- | -------------- | ----------------------------------------------------------------------------- | --- |
| AZ-COM丸和MOMOTARO'S     | 2013年 | 2024-25～                                       | 埼玉県吉川市   | 2018-19〜2019-20は2部 2020-21〜2021-22はCグループ 2022-23〜2023-24はBグループ | 2019-20までは「丸和運輸機関ラグビー部」 2023-24までは「丸和運輸機関AZ-MOMOTARO'S」                            |
| 東京ガスラグビー部       | 1975年 | 2003-04〜                                       | 東京都大田区   |                                                                               | |
| 日立Sun Nexus茨城        | 1934年 | 2019-20、 2024-25～                             | 茨城県日立市   | 2013-14〜2018-19は2部 2020-21〜2023-24はBグループ                             | 2017-18までは「日立製作所ラグビー部」 2021-22までは「日立製作所Sun Nexus」                                    |
| 明治安田ホーリーズ       | 1930年 | 2003-04〜2007-08、 2017-18〜2019-20、 2025-26〜 | 東京都八王子市 | 2008-09〜2016-17は2部、 2020-21〜2024-25はBリーグ                             | 2003-04までは「明治生命ラグビー部」 2023-24までは「明治安田生命ホーリーズ」                                   |
| クリーンファイターズ山梨 | 1991年 | 2017-18〜2021-22、 2025-26〜                    | 山梨県山梨市   | 2012-13〜2016-17は2部 2022-23〜2024-25はBグループ                             | 2001-02までは「東京洗染機械製作所ラグビー部」 2002-03からクラブチーム化 2018-19までは「クリーンファイターズ」 |

### トップイーストリーグBグループ
| チーム名                                           | 創設年 | 2部参加シーズン                             | 練習グラウンド   | トップイーストリーグ履歴                             | 備考                                                                                                  |
| -------------------------------------------------- | ------ | ------------------------------------------- | ---------------- | ---------------------------------------------------- | --- |
| 横河武蔵野アトラスターズ                           | 1946年 | 2025-26〜                                   | 東京都武蔵野市   | 2003-04〜2007-08、2009-10〜2024-25は1部及びAグループ | 2008-09はトップリーグに在籍 2007-08までは「横河電機ラグビー部」                                       |
| 秋田ノーザンブレッツ                               | 1958年 | 2020-21〜2021-22 2025-26〜                  | 秋田県秋田市     | 2006-07〜2019-20、2022-23〜2024-25は1部及びAリーグ   | 2005-06まではトップノースに在籍 2003-04までは「秋田市役所ラグビー部」                                 |
| 富士フイルムビジネスイノベーショングリーンエルクス | 1985年 | 2013-14〜2014-15 2016-17〜2018-19 2020-21〜 | 神奈川県海老名市 | 2019-20は1部                                         | 2019-20までは「富士ゼロックスFIREBIRD」 2021-22までは「富士フイルムビジネスイノベーションラグビー部」 |
| LION FANGS                                         | 1972年 | 2015-16〜2019-20、 2024-25～                | 千葉県市原市     | 2020-21〜2023-24はCグループ                          | 2008-09まで「ライオンラグビー部」                                                                     |
| 大塚刷毛製造 BRUSHES                               | 1979年 | 2017-18〜2019-20、 2024-25～                | 東京都           | 2020-21〜2023-24はCグループ                          | 2016-17までは「大塚刷毛ラグビー部」 2024-25までは「大塚刷毛製造ラグビー部」                           |

### トップイーストリーグCグループ
| チーム名                           | 創設年 | 3部参加シーズン | 練習グラウンド | トップイーストリーグ履歴                                                  | 備考 |
| ---------------------------------- | ------ | --------------- | -------------- | ------------------------------------------------------------------------- | --- |
| JAL WINGS                          | 1954年 | 2020-21 〜      | 千葉県浦安市   | 2003-04〜2010-11は1部 2011-12〜2014-15、2017-18〜2019-20は2部             | |
| JR東日本レールウェイズ             | 1957年 | 2024-25 ～      | 東京都品川区   |                                                                           | 2022-23までは「JR東日本ラグビー部」 |
| サントリーフーズSUNDELPHIS         | 1982年 | 2020-21〜       | 東京都調布市   | 2006-07〜2010-11は1部 2011-12〜2019-20は2部                               | |
| 船岡自衛隊ワイルドボアーズ         | 1969年 | 2020-21〜       | 宮城県柴田町   | 2019-20は1部 2011-12〜2017-18、2018-19は2部                               | 2005-06までトップノースに在籍 |
| ワセダクラブTOP RUSHERS            | 2003年 | 2022-23〜       | 東京都杉並区   |                                                                           | |
| 警視庁ラグビー部                   | 1962年 | 2024-25～       | 東京都東大和市 |                                                                           | |
| BIG BLUES八千代ベイ東京            | 1976年 | 2022-23〜       | 千葉県八千代市 | 2003-04、2005-06、2009-10 〜 2019-20までは1部 2020-21〜2021-22はBグループ | 2004-05、2006-07〜2008-09はトップリーグに在籍 2014-15からクラブチーム化 2018-19までは「日本IBMビッグブルー」 2022-23までは「BIG BLUES」 |
| あいおいニッセイ同和損保タフウルズ | 1972年 | 2020-21〜       | 神奈川県二宮町 | 2019-20は2部                                                              | 2018-19までは「ADラガークラブ」 |

## 過去に在籍したことがあるチーム

### トップリーグへ昇格
| チーム名                | 創設年 | 1部参加シーズン  | 練習グラウンド | 備考 |
| ----------------------- | ------ | ---------------- | -------------- | --- |
| リコーブラックラムズ    | 1953年 | 2008-09          | 東京都世田谷区 | トップリーグ創設時に参加 現・リコーブラックラムズ東京                                                                                     |
| NTTコミュニケーションズ | 1976年 | 2003-04〜2009-10 | 千葉県市川市   | 2006-07までは「NTT東日本ラグビー部」 2021年からNTTコミュニケーションズ シャイニングアークス東京ベイ浦安 2022年6月チーム再編のため活動終了 |
| キヤノンイーグルス      | 1980年 | 2009-10〜2011-12 | 東京都町田市   | 2009-10は「キヤノンラグビー部」 現・横浜キヤノンイーグルス                                                                                |
| クボタスピアーズ        | 1978年 | 2012-13          | 千葉県船橋市   | トップリーグ創設時に参加 現・クボタスピアーズ船橋・東京ベイ                                                                               |

### トップチャレンジリーグへ昇格
| チーム名                     | 創設年 | 1部参加シーズン                     | 練習グラウンド   | 備考                                                                                           |
| ---------------------------- | ------ | ----------------------------------- | ---------------- | ---------------------------------------------------------------------------------------------- |
| 三菱重工相模原ダイナボアーズ | 1971年 | 2003-04〜2006-07、 2008-09〜2016-17 | 神奈川県相模原市 | 2007-08はトップリーグに在籍 2006-07までは「三菱重工相模原ラグビー部」                          |
| 日野自動車レッドドルフィンズ | 1950年 | 2008-09、 2010-11〜2016-17          | 東京都日野市     | 現・日野レッドドルフィンズ                                                                     |
| 釜石シーウェイブスRFC        | 2001年 | 2003-04〜2016-17                    | 岩手県釜石市     | 前身は「新日鉄釜石ラグビー部」 現・日本製鉄釜石シーウェイブス                                  |
| 栗田工業ウォーターガッシュ   | 1962年 | 2003-04〜2017-18                    | 神奈川県厚木市   | 現・クリタウォーターガッシュ昭島                                                               |
| 清水建設ブルーシャークス     | 1976年 | 2003-04〜2007-08、 2017-18〜2018-19 | 東京都世田谷区   | 2000-01までは「清水建設ラグビー部」 2001-02からクラブチーム化 現・清水建設江東ブルーシャークス |

### ジャパンラグビーリーグワンへ参入
| チーム名         | 創設年 | 1部参加シーズン                               | 練習グラウンド | 備考                                                                                          |
| ---------------- | ------ | --------------------------------------------- | -------------- | --------------------------------------------------------------------------------------------- |
| ヤクルトレビンズ | 1980年 | 2012-13〜2023-24                              | 埼玉県戸田市   | 現・ヤクルトレビンズ戸田                                                                      |
| セコムラガッツ   | 1985年 | 2004-05、 2007-08〜2010-11、 2013-14〜2023-24 | 埼玉県狭山市   | トップリーグ創設時に参加 2003-04、2005-06〜2006-07はトップリーグに在籍 現・狭山セコムラガッツ |

### その他
関東社会人リーグに降格
| チーム名               | 創設年 | 参加シーズン                                       | 練習グラウンド | 備考                                                            |
| ---------------------- | ------ | -------------------------------------------------- | -------------- | --------------------------------------------------------------- |
| 習志野自衛隊PARATROOPS | 不明   | 2015-16、 2017-18 〜 2019-20（2部） 2021-22（3部） | 千葉県船橋市   | 2017-18までは「習志野自衛隊ラグビー部」 2020-21はシーズン不参加 |

廃部
| チーム名           | 創設年 | 参加シーズン   | 練習グラウンド | 備考                                                       |
| ------------------ | ------ | -------------- | -------------- | ---------------------------------------------------------- |
| 青梅ラグビークラブ | 1980年 | 2012-13（2部） | 東京都青梅市   | 前身は「東芝青梅ラグビー部」 2012-13シーズン限りで活動休止 |

## 歴代優勝チーム

### 1部

#### トップイースト10
- 2003-04 - 日本IBMビッグブルー
- 2004-05 - セコムラガッツ
- 2005-06 - 日本IBMビッグブルー

#### トップイースト11
- 2006-07 - 三菱重工業相模原
- 2007-08 - 横河電機
- 2008-09 - リコーブラックラムズ

#### トップイーストリーグ
- 2009-10 - NTTコミュニケーションズ
- 2010-11 - キヤノンイーグルス

#### トップイーストリーグDiv.1
- 2011-12 - キヤノンイーグルス
- 2012-13 - クボタスピアーズ
- 2013-14 - 三菱重工相模原ダイナボアーズ
- 2014-15 - 三菱重工相模原ダイナボアーズ
- 2015-16 - 三菱重工相模原ダイナボアーズ
- 2016-17 - 三菱重工相模原ダイナボアーズ
- 2017-18 - 栗田工業ウォーターガッシュ
- 2018-19 - 清水建設ブルーシャークス
- 2019-20 - 東京ガス

#### トップイーストリーグAグループ
- 2020-21 - 開催中止
- 2021-22 - ヤクルトレビンズ
- 2022-23 - 東京ガス
- 2023-24 - ヤクルトレビンズ
- 2024-25 - AZ-COM丸和MOMOTARO'S

### 2部

#### トップイーストリーグDiv.2
- 2011-12 - ヤクルトレビンズ
- 2012-13 - セコムラガッツ
- 2013-14 - 清水建設ブルーシャークス
- 2014-15 - クリーンファイターズ
- 2015-16 - クリーンファイターズ
- 2016-17 - 清水建設ブルーシャークス
- 2017-18 - LION FANGS
- 2018-19 - 富士ゼロックスFIREBIRD
- 2019-20 - 丸和運輸機関

#### トップイーストリーグBグループ
- 2020-21 - 開催中止
- 2021-22 - 秋田ノーザンブレッツ
- 2022-23 - 丸和運輸機関AZ-MOMOTARO'S
- 2023-24 - 日立Sun Nexus茨城
- 2024-25 - 明治安田ホーリーズ

### 3部

#### トップイーストリーグCグループ
- 2020-21 - 開催中止
- 2021-22 - 丸和運輸機関AZ-MOMOTARO'S
- 2022-23 - LION FANGS
- 2023-24 - LION FANGS
- 2024-25 - JAL WINGS

### 優勝回数

#### 1部
- 三菱重工相模原ダイナボアーズ - 5回
- 日本IBMビッグブルー - 2回
- キヤノンイーグルス - 2回
- 東京ガス - 2回
- ヤクルトレビンズ - 2回
- セコムラガッツ - 1回
- 横河電機 - 1回
- リコーブラックラムズ[32] - 1回
- NTTコミュニケーションズ - 1回
- クボタスピアーズ - 1回
- 栗田工業ウォーターガッシュ - 1回
- 清水建設ブルーシャークス - 1回
- AZ-COM丸和MOMOTARO'S - 1回

#### 2部
- クリーンファイターズ山梨 - 2回
- 清水建設ブルーシャークス - 2回
- 丸和運輸機関AZ-MOMOTARO'S - 2回
- ヤクルトレビンズ - 1回
- セコムラガッツ - 1回
- LION FANGS - 1回
- 富士ゼロックスFIREBIRD - 1回
- 秋田ノーザンブレッツ - 1回
- 日立Sun Nexus茨城 - 1回
- 明治安田ホーリーズ - 1回

#### 3部
- LION FANGS - 2回
- 丸和運輸機関AZ-MOMOTARO'S - 1回
- JAL WINGS - 1回

## 歴代順位表

### 1部

#### トップイースト10→トップイースト11→トップイーストリーグ
- 枠内が■色はトップリーグへ昇格、枠内が■色は下位リーグ[33] へ降格

| シーズン | 優勝                    | 2位                     | 3位                     | 4位                | 5位                | 6位                | 7位              | 8位                  | 9位                  | 10位                 | 11位                 | 12位                 |
| -------- | ----------------------- | ----------------------- | ----------------------- | ------------------ | ------------------ | ------------------ | ---------------- | -------------------- | -------------------- | -------------------- | -------------------- | -------------------- |
| 2003-04  | 日本IBM                 | 三菱相模原              | 釜石シーウェイブス      | NTT東日本          | 明治生命           | 栗田工業           | 東京ガス         | 日本航空             | 横河電機             | ブルーシャークス     |                      |                      |
| 2004-05  | セコム                  | 三菱相模原              | NTT東日本               | 東京ガス           | 釜石シーウェイブス | 栗田工業           | ブルーシャークス | 横河電機             | 日本航空             | 明治安田生命         |                      |                      |
| 2005-06  | 日本IBM                 | 三菱相模原              | NTT東日本               | 栗田工業           | 東京ガス           | 横河電機           | ブルーシャークス | 釜石シーウェイブス   | 日本航空             | 明治安田生命         |                      |                      |
| 2006-07  | 三菱重工相模原          | 東京ガス                | NTT東日本               | 横河電機           | 栗田工業           | 釜石シーウェイブス | サントリーフーズ | ブルーシャークス     | 日本航空             | 秋田ノーザンブレッツ | 明治安田生命         |                      |
| 2007-08  | 横河電機                | セコム                  | NTTコミュニケーションズ | サントリーフーズ   | 東京ガス           | 釜石シーウェイブス | 栗田工業         | 秋田ノーザンブレッツ | 日本航空             | 明治安田生命         | ブルーシャークス     |                      |
| 2008-09  | リコー                  | NTTコミュニケーションズ | 三菱重工相模原          | 東京ガス           | セコム             | 釜石シーウェイブス | サントリーフーズ | 栗田工業             | 日本航空             | 日野自動車           | 秋田ノーザンブレッツ |                      |
| 2009-10  | NTTコミュニケーションズ | 横河武蔵野              | 三菱重工相模原          | 東京ガス           | 釜石シーウェイブス | 栗田工業           | サントリーフーズ | キヤノン             | 日本IBM              | 日本航空             | セコム               | 秋田ノーザンブレッツ |
| 2010-11  | キヤノン                | 東京ガス                | 三菱重工相模原          | 釜石シーウェイブス | 栗田工業           | 横河武蔵野         | 日本IBM          | 日野自動車           | 秋田ノーザンブレッツ | サントリーフーズ     | セコム               | JALWINGS             |

#### トップイーストリーグDiv.1
- 枠内が■色はトップリーグへ昇格、枠内が■色はトップチャレンジリーグへ昇格、枠内が■色は2部へ降格

| シーズン | 優勝             | 2位                | 3位                | 4位                | 5位                  | 6位                  | 7位                  | 8位                  | 9位                  | 10位                 |
| -------- | ---------------- | ------------------ | ------------------ | ------------------ | -------------------- | -------------------- | -------------------- | -------------------- | -------------------- | -------------------- |
| 2011-12  | キヤノン         | クボタ             | 三菱重工相模原     | 釜石シーウェイブス | 東京ガス             | 栗田工業             | 秋田ノーザンブレッツ | 日野自動車           | 横河武蔵野           | 日本IBM              |
| 2012-13  | クボタ           | 三菱重工相模原     | 釜石シーウェイブス | 東京ガス           | 栗田工業             | ヤクルト             | 横河武蔵野           | 秋田ノーザンブレッツ | 日野自動車           | 日本IBM              |
| 2013-14  | 三菱重工相模原   | 横河武蔵野         | 釜石シーウェイブス | 栗田工業           | 東京ガス             | ヤクルト             | 日野自動車           | 秋田ノーザンブレッツ | 日本IBM              | セコム               |
| 2014-15  | 三菱重工相模原   | 釜石シーウェイブス | 東京ガス           | 日野自動車         | 栗田工業             | 横河武蔵野           | ヤクルト             | 日本IBM              | 秋田ノーザンブレッツ | セコム               |
| 2015-16  | 三菱重工相模原   | 釜石シーウェイブス | 東京ガス           | 日野自動車         | 栗田工業             | ヤクルト             | 秋田ノーザンブレッツ | 横河武蔵野           | 日本IBM              | セコム               |
| 2016-17  | 三菱重工相模原   | 日野自動車         | 釜石シーウェイブス | 栗田工業           | 東京ガス             | 横河武蔵野           | 秋田ノーザンブレッツ | ヤクルト             | セコム               | 日本IBM              |
| 2017-18  | 栗田工業         | 東京ガス           | 横河武蔵野         | ブルーシャークス   | ヤクルト             | 秋田ノーザンブレッツ | セコム               | クリーンファイターズ | 明治安田生命         | 日本IBM              |
| 2018-19  | ブルーシャークス | ヤクルト           | 横河武蔵野         | 東京ガス           | セコム               | 秋田ノーザンブレッツ | 明治安田生命         | 日本IBM              | 船岡自衛隊           | クリーンファイターズ |
| 2019-20  | 東京ガス         | 横河武蔵野         | ヤクルト           | セコム             | クリーンファイターズ | 明治安田生命         | 秋田ノーザンブレッツ | 日立製作所           | 富士ゼロックス       | BIG BLUES            |

#### トップイーストリーグAグループ
- 枠内が■色はジャパンラグビーリーグワンへ参入、枠内が■色は2部へ降格

| シーズン | 優勝                                               | 2位                                                | 3位                                                | 4位                                                | 5位                                                |
| -------- | -------------------------------------------------- | -------------------------------------------------- | -------------------------------------------------- | -------------------------------------------------- | -------------------------------------------------- |
| 2020-21  | 新型コロナウイルス感染症の世界的流行により大会中止 | 新型コロナウイルス感染症の世界的流行により大会中止 | 新型コロナウイルス感染症の世界的流行により大会中止 | 新型コロナウイルス感染症の世界的流行により大会中止 | 新型コロナウイルス感染症の世界的流行により大会中止 |
| 2021-22  | ヤクルト                                           | 東京ガス                                           | セコム                                             | 横河武蔵野                                         | クリーンファイターズ                               |
| 2022-23  | 東京ガス                                           | ヤクルト                                           | 横河武蔵野                                         | セコム                                             | 秋田ノーザンブレッツ                               |
| 2023-24  | ヤクルト                                           | セコム                                             | 東京ガス                                           | 横河武蔵野                                         | 秋田ノーザンブレッツ                               |
| 2024-25  | 丸和                                               | 東京ガス                                           | 日立                                               | 横河武蔵野                                         | 秋田ノーザンブレッツ                               |

### 2部

#### トップイーストリーグDiv.2
枠内が■色は1部昇格、枠内が■色は下位リーグへ降格、枠内が■色は休部・解散・撤退
| シーズン | 優勝                 | 2位              | 3位                  | 4位                  | 5位              | 6位          | 7位              | 8位                |
| -------- | -------------------- | ---------------- | -------------------- | -------------------- | ---------------- | ------------ | ---------------- | ------------------ |
| 2011-12  | ヤクルト             | 明治安田生命     | ブルーシャークス     | セコム               | サントリーフーズ | JALWINGS     | 船岡自衛隊       |                    |
| 2012-13  | セコム               | ブルーシャークス | 明治安田生命         | クリーンファイターズ | サントリーフーズ | JALWINGS     | 船岡自衛隊       | 青梅ラグビークラブ |
| 2013-14  | ブルーシャークス     | 明治安田生命     | サントリーフーズ     | クリーンファイターズ | 船岡自衛隊       | 日立製作所   | 富士ゼロックス   | JAL WINGS          |
| 2014-15  | クリーンファイターズ | 船岡自衛隊       | サントリーフーズ     | ブルーシャークス     | 日立製作所       | 明治安田生命 | 富士ゼロックス   | JAL WINGS          |
| 2015-16  | クリーンファイターズ | ブルーシャークス | 明治安田生命         | サントリーフーズ     | 日立製作所       | LION FANGS   | 船岡自衛隊       | 習志野自衛隊       |
| 2016-17  | ブルーシャークス     | 明治安田生命     | クリーンファイターズ | 富士ゼロックス       | 船岡自衛隊       | 日立製作所   | LION FANGS       | サントリーフーズ   |
| 2017-18  | LION FANGS           | 船岡自衛隊       | 習志野自衛隊         | サントリーフーズ     | 富士ゼロックス   | 日立製作所   | JAL WINGS        | 大塚刷毛製造       |
| 2018-19  | 富士ゼロックス       | 日立製作所       | LION FANGS           | 習志野自衛隊         | 丸和運輸機関     | 大塚刷毛製造 | サントリーフーズ | JAL WINGS          |
| 2019-20  | 丸和運輸機関         | あいおいニッセイ | JAL WINGS            | 船岡自衛隊           | LION FANGS       | 大塚刷毛製造 | サントリーフーズ | 習志野自衛隊       |

- 2011-12シーズンは、東京電力ラグビー部が参加する予定[36]であったが、福島第一原発事故の影響により、活動を自粛（その後休部となり、クラブチーム化されレッドブルズラグビーフットボールクラブとなった）したため参加しなかった。

#### トップイーストリーグBグループ
枠内が■色は1部昇格、枠内が■色は3部へ降格
| シーズン | 優勝                                               | 2位                                                | 3位                                                | 4位                                                | 5位                                                |
| -------- | -------------------------------------------------- | -------------------------------------------------- | -------------------------------------------------- | -------------------------------------------------- | -------------------------------------------------- |
| 2020-21  | 新型コロナウイルス感染症の世界的流行のため大会中止 | 新型コロナウイルス感染症の世界的流行のため大会中止 | 新型コロナウイルス感染症の世界的流行のため大会中止 | 新型コロナウイルス感染症の世界的流行のため大会中止 | 新型コロナウイルス感染症の世界的流行のため大会中止 |
| 2021-22  | 秋田ノーザンブレッツ                               | 富士フイルム                                       | 明治安田生命                                       | 日立製作所                                         | BIG BLUES                                          |
| 2022-23  | 丸和運輸機関                                       | 明治安田生命                                       | 日立                                               | 富士フイルム                                       | クリーンファイターズ                               |
| 2023-24  | 日立                                               | 丸和運輸機関                                       | 富士フイルム                                       | 明治安田生命                                       | クリーンファイターズ                               |
| 2024-25  | 明治安田                                           | クリーンファイターズ                               | 富士フイルム                                       | LION FANGS                                         | 大塚刷毛製造                                       |

### 3部

#### トップイーストリーグCグループ
枠内が■色は2部昇格、枠内が■色は関東社会人リーグへ降格
| シーズン | 優勝                                               | 2位                                                | 3位                                                | 4位                                                | 5位                                                | 6位                                                | 7位                                                | 8位                                                |
| -------- | -------------------------------------------------- | -------------------------------------------------- | -------------------------------------------------- | -------------------------------------------------- | -------------------------------------------------- | -------------------------------------------------- | -------------------------------------------------- | -------------------------------------------------- |
| 2020-21  | 新型コロナウイルス感染症の世界的流行のため大会中止 | 新型コロナウイルス感染症の世界的流行のため大会中止 | 新型コロナウイルス感染症の世界的流行のため大会中止 | 新型コロナウイルス感染症の世界的流行のため大会中止 | 新型コロナウイルス感染症の世界的流行のため大会中止 | 新型コロナウイルス感染症の世界的流行のため大会中止 | 新型コロナウイルス感染症の世界的流行のため大会中止 | 新型コロナウイルス感染症の世界的流行のため大会中止 |
| 2021-22  | 丸和運輸機関                                       | JAL WINGS                                          | あいおいニッセイ                                   | 大塚刷毛製造                                       | 船岡自衛隊                                         | LION FANGS                                         | サントリーフーズ                                   | 習志野自衛隊                                       |
| 2022-23  | LION FANGS                                         | 大塚刷毛製造                                       | JAL WINGS                                          | ワセダクラブ                                       | サントリーフーズ                                   | あいおいニッセイ                                   | 船岡自衛隊                                         | BIG BLUES                                          |
| 2023-24  | LION FANGS                                         | 大塚刷毛製造                                       | ワセダクラブ                                       | BIG BLUES                                          | あいおいニッセイ                                   | 船岡自衛隊                                         | サントリーフーズ                                   | JAL WINGS                                          |
| 2024-25  | JAL WINGS                                          | JR東日本                                           | サントリーフーズ                                   | 船岡自衛隊                                         | ワセダクラブ                                       | 警視庁                                             | BIG BLUES                                          | あいおいニッセイ                                   |

### 過去のリーグ
- 東日本社会人リーグ（トップイーストリーグの前身）
- ジャパンラグビートップリーグ（ジャパンラグビーリーグワンの前身）
- ジャパンラグビートップチャレンジリーグ（ジャパンラグビーリーグワンの前身）
- トップノース（かつて存在した地域リーグ。秋田ノーザンブレッツと船岡自衛隊ワイルドボアーズが所属していた）